# Claudio Rissi
Claudio Rissi, né le 22 mai 1956 à Boedo (Buenos Aires) et mort le 2 février 2024 à Palermo (Buenos Aires), est un acteur et metteur en scène argentin, qui travaille de longue date au Teatro Argentina.

## Biographie
Claudio Rissi naît le 22 mai 1956 à Boedo, un quartier ouvrier de Buenos Aires (Argentine). Il entame son métier d'acteur très jeune, à l'âge de 17 ans.
Il a une carrière protéiforme, de plus de quatre décennies, il interprète des rôles pour le théâtre, le cinéma et également pour la télévision. Il apparaît le plus souvent dans des rôles secondaires, bien qu'il ait gagné en notoriété les dernières années grâce à sa présence dans les séries télévisées,.
Claudio Rissi participe à une trentaine de films, collaborant avec des cinéastes réputés tels que Robert W. Young, le réalisateur de la co-production britannique Hostage (es) de 1992 ou encore le réalisateur argentin Bruno Stagnaro, Marcelo Piñeyro, Fabian Bielinsky, Rodrigo Grande, Adolfo Aristarain ou Damian Szifron.
En 2017, il incarne le personnage d'El Gringo aux côtés de l'actrice chilienne Paulina Garcia dans le premier véritable long métrage des réalisatrices Cecilia Atan et Valeria Pivato, La novia del desierto (La Fiancée du désert) qui l’ont présenté en première mondiale au festival de Cannes dans la section Un certain regard,.
À Cannes, Claudio Rissi exulte dans un entretien : 

« Aujourd'hui, je peux dire que je suis un acteur : que puis-je souhaiter de plus ? Tout cela me comble, je suis vraiment privilégié. Vous savez, il est très difficile de vivre de son art : mon rêve d'enfant était d'aller à Cannes, j'en ai rêvé pendant 45 ans, et maintenant … j'ai appris à connaître l'Europe ! »

Il apparaît pour la dernière fois en 2023 sur le grand écran, dans le film Partida de Diego Suarez.
Dans le quartier résidentiel de Palermo, au nord de Buenos Aires, Claudio Rissi meurt le 2 février 2024 à l'âge de 67 ans des suites d'un cancer.

## Filmographie

### Au cinéma
- 1987 : Baño turco (court-métrage)
- 1987 : Chorros
- 1988 : The Girlfriend : Parapolicial
- 1989 : Cipayos (la tercera invasión) (es)
- 1992 : Hostage (es) de Robert W. Young : le chauffeur de Khalim
- 1993 : La caída de Tebas
- 1995 : Comix, cuentos de amor, de video y de muerte
- 1996 : Canción desesperada : Lauria
- 1997 : Cops
- 1997 : Tiempo de descuento : Kidnapper #2
- 1999 : La venganza : Salazar
- 2000 : 76 89 03 (es) : Rudy 'El Rey de la Noche'
- 2000 : Les Neuf Reines : Spanish Voice
- 2000 : Vies brûlées : Relator
- 2001 : Trueno azul (court-métrage)
- 2001 : Rosarigasinos
- 2002 : Lugares comunes (Common Ground) : Demedio
- 2003 : Cien pesos (court-métrage)
- 2003 : The Bottom of the Sea : Taxi Driver
- 2004 : Adiós querida luna : Narrator
- 2004 : Erreway: 4 caminos : Angioletti
- 2004 : Palermo Hollywood : El Turco
- 2004 : Próxima Salida : Caloiero
- 2005 : La suerte está echada
- 2005 : The Aura : Vega (voix)
- 2006 : Ciudad en celo : Duke
- 2007 : Martín Fierro, La Película : Sargento Cruz (voix)
- 2009 : Paco : Alvarez
- 2010 : Dark Buenos Aires : Falso Roldón
- 2010 : Six Shooters : El Muerto
- 2011 : Cruzadas : Alcides
- 2011 : Juan y Eva : Obrero inolvidable
- 2013 : La Boleta
- 2015 : Justo en lo mejor de mi vida : Piguyi
- 2016 : Sangre en la boca : Mario
- 2017 : La Fiancée du désert (La novia del desierto) : 'El Gringo' Miguel Alfredo Corbalán
- 2018 : Bruno Motoneta

### À la télévision

#### Séries télévisées
- 1982 : Nosotros y los miedos
- 1985 : Sólo un hombre : Estanislao
- 1994 : Cops and Robbers : Amadeo Jesús 'Asesino' Ibañez
- 1997 : Collateral Man : Peñalver
- 1998 : Gasoleros : Willy
- 2000 : Campeones de la vida : Fernandez Llosa
- 2000 : Okupas (es)
- 2001-2002 : Tiempofinal
- 2002 : Los simuladores (es) : Bernardo Galván
- 2003 : Malandras
- 2004 : El Deseo : Hilario
- 2005 : Conflictos en red : Carlos
- 2007 : Cara a cara
- 2009 : Epitafios : Suarez
- 2011 :  El puntero (es) : Filpi
- 2011 : El rastro (es)
- 2011 : Fronteras
- 2011 : Gigantes
- 2012 : Viento Sur
- 2012-2013 : Mi amor, mi amor : Luis Bonicatto
- 2013 : Ecos : Gutiérrez
- 2013 : Germán, últimas viñetas : Santos
- 2015 : Los siete locos y los lanzallamas
- 2016 : El Marginal : Borges
- 2017 : Amar después de amar :

## Récompenses et distinctions
- 2001 : Condor d’argent du meilleur acteur dans un second rôle, pour 76-89-03 (es), de Cristian Bernard et Flavio Nardini.
- 2011 : prix de l'Académie argentine du meilleur acteur dans un second rôle, pour Aballay, el hombre sin miedo (it)
- 2012 : prix de l'Association des critiques de cinéma argentins : Condor d'argent du meilleur acteur dans un second rôle (Mejor Actor de Reparto), pour Aballay, el hombre sin miedo réalisé par Fernando Spiner
- 2017 : Festival de Cine Iberoamericano de Huelva: Silver Colon du meilleur acteur pour La Fiancée du désert, réalisé par Cecilia Atan et Valeria Pivato
- Cóndor de Plata 2018 : Meilleur acteur pour La Fiancée du désert[10] réalisé par Cecilia Atan et Valeria Pivato